# ソルモウドゥル・アウルニ・ヨウンソン
ソルモウドゥル・アウルニ・ヨウンソン（アイスランド語: Þormóður Árni Jónsson、1983年3月2日 - ）は、アイスランドの柔道家。2008年の北京オリンピック、2012年のロンドンオリンピック、2016年のリオデジャネイロオリンピックの男子100kg超級に三大会連続で出場した。リオデジャネイロオリンピックでは開会式の旗手も務めた。

## 主な戦績
| 年   | 大会                     | 開催地           | 種目      | 結果      | 備考 |
| ---- | ------------------------ | ---------------- | --------- | --------- | ---- |
| 2007 | 世界柔道選手権大会       | リオデジャネイロ | 100kg超級 | 2回戦敗退 |      |
| 2008 | オリンピック             | 北京             | 100kg超級 | 3回戦敗退 |      |
| 2009 | 世界柔道選手権大会       | ロッテルダム     | 100kg超級 | 3回戦敗退 |      |
| 2010 | 世界柔道選手権大会       | 東京             | 100kg超級 | 1回戦敗退 |      |
| 2010 | 世界柔道選手権大会       | 東京             | 無差別級  | 1回戦敗退 |      |
| 2011 | 世界柔道選手権大会       | パリ             | 100kg超級 | 2回戦敗退 |      |
| 2012 | ヨーロッパ柔道選手権大会 | チェリャビンスク | 100kg超級 | 2回戦敗退 |      |
| 2012 | オリンピック             | ロンドン         | 100kg超級 | 1回戦敗退 |      |
| 2016 | ヨーロッパ柔道選手権大会 | カザン           | 100kg超級 | 1回戦敗退 |      |
| 2016 | オリンピック             | リオデジャネイロ | 100kg超級 | 1回戦敗退 |      |
| 2017 | 欧州小国競技大会         | サンマリノ       | 100kg超級 | 優勝      |      |
| 2018 | ヨーロッパ柔道選手権大会 | テルアビブ       | 100kg超級 | 2回戦敗退 |      |